# Esandsjøen
Esandsjøen (Essandsjøen, Essand, samisk Saantenjaevrie) var en sø i Sylan i Tydal kommune i Trøndelag fylke i Norge. Esandsjøen blev reguleret af Trondheim Energiverk ved at en dæmning blev bygget i Esna i perioden 1941-1947. Da Nesjødæmningen blev bygget, blev Esandsjøen en del af Nesjøen og udgør i dag den nordlige del af Nesjøen; Den er 27 km2 stor (66 km2 inkl. Nesjøen), og ligger mellem 729 og 706 moh. 
Opstemningen medførte at vigtige kulturminder som karolinergravene fra sommeren 1719 og dele af et plantefredingsområde fra 1917 blev lagt under vand.

## Eksterne kilder og henvisninger
- Om Esandsjøen Arkiveret 22. oktober 2012 hos  Wayback Machine på Store Norske Leksikon

63°6′32.57″N 12°1′38.83″Ø / 63.1090472°N 12.0274528°Ø